# Румтек

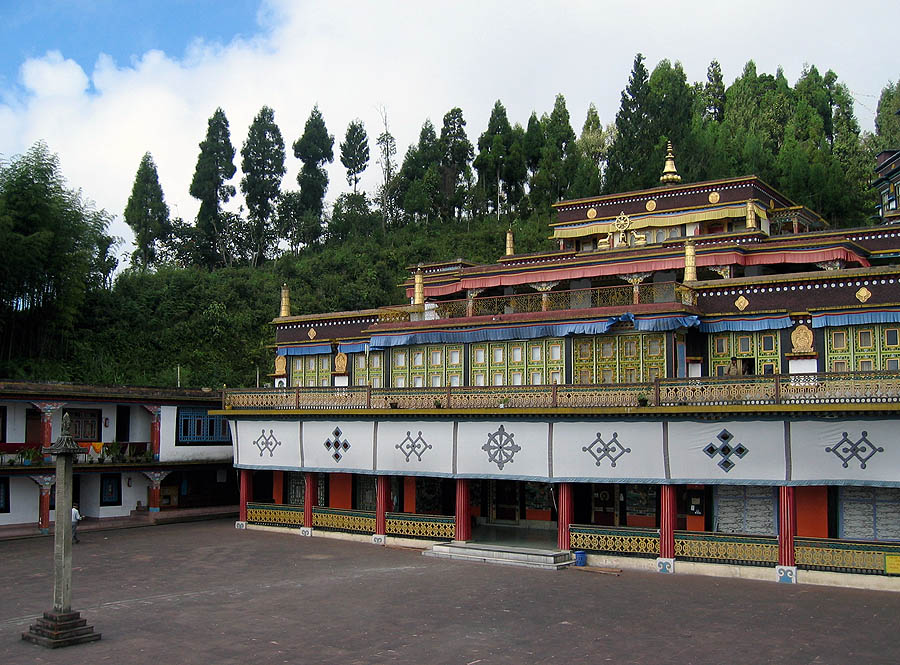
Монастир Румтек

Румтек (тиб. རུམ་ཐེག་དགོན་པ་, англ. Rumtek Monastery), також відомий як «центр Дхамачакра» — тибетський буддийський монастир, розташований в індійському штаті Сіккім біля його столиці, міста Ґанґток, на висоті 1500 м над рівнем моря.
Монастир був споруджений 9-м кармапою Ванґчук Дордже в 16-му столітті, з того часу він тривалий період слугував головною резиденцією голови буддійської школи Каг'ю. Проте на момент прибуття до Сіккіму 16-того кармапи в 1959 році після втечі з Тибету, монастир був у руїнах. Кармапа, попри інші пропозиції, вирішив відновити Румтек. Для нього монастир мав багато традиційних принад та знаходився у сприятливому місці. За допомогою чоґ'ялів (монархів) Сіккіму та індійського уряду, монастир був відновлений та став головною резиденцією кармапи. Відновлення монастиря зайняло чотири роки. Священні регалії були перевезені з монастиря Цурпху — старої резиденції кармапи в Тибеті. Під час тибетського Нового року (Лосар) 1966 року, кармапа офіційно в'їхав до своєї нової резиденції.

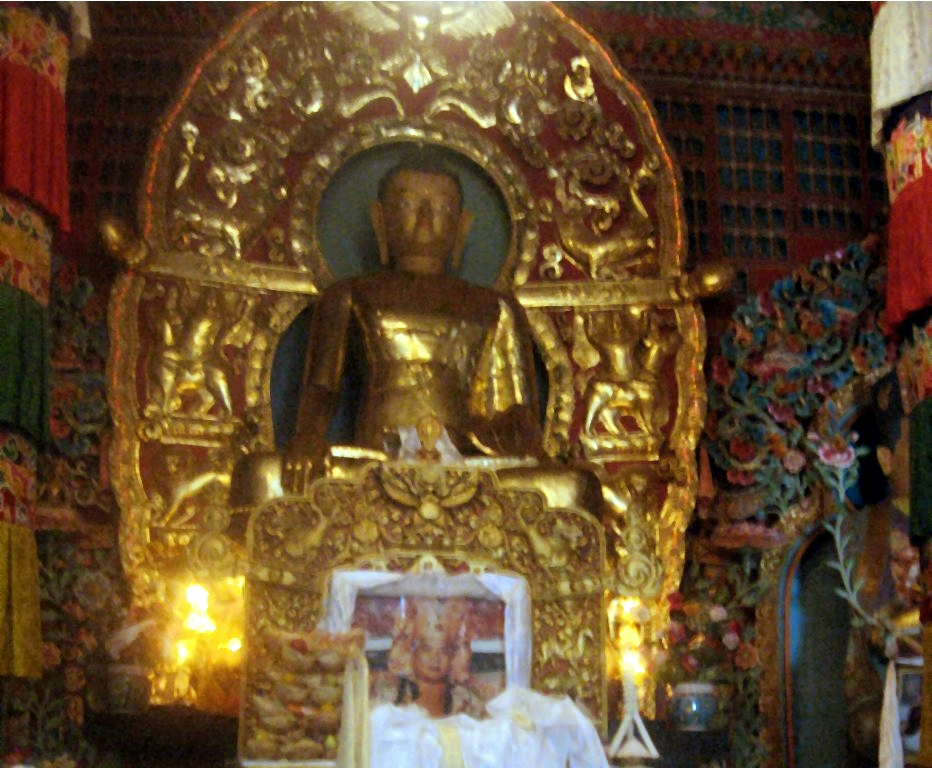
Зображення будди в монастирі

Зараз це найбільший монастир Сіккіму. Тут мешкає спільнота монахів та проводяться ритуали Каг'ю. Золота ступа містить реліквії 16-го кармапи, напроти цієї будівлі знаходиться коледж Карма-Шрі-Наланда інституту Вищих наук буддизму.
Румтек був центром протистояння Кармап — тривалої боротьби в індійських судах. Дві суперницькі організації, що підтримували різних кандидатів на посаду 17-го кармапи, претендували на монастир та його власність. Зараз жоден з двох кандидатів не проживає в Румтеці.

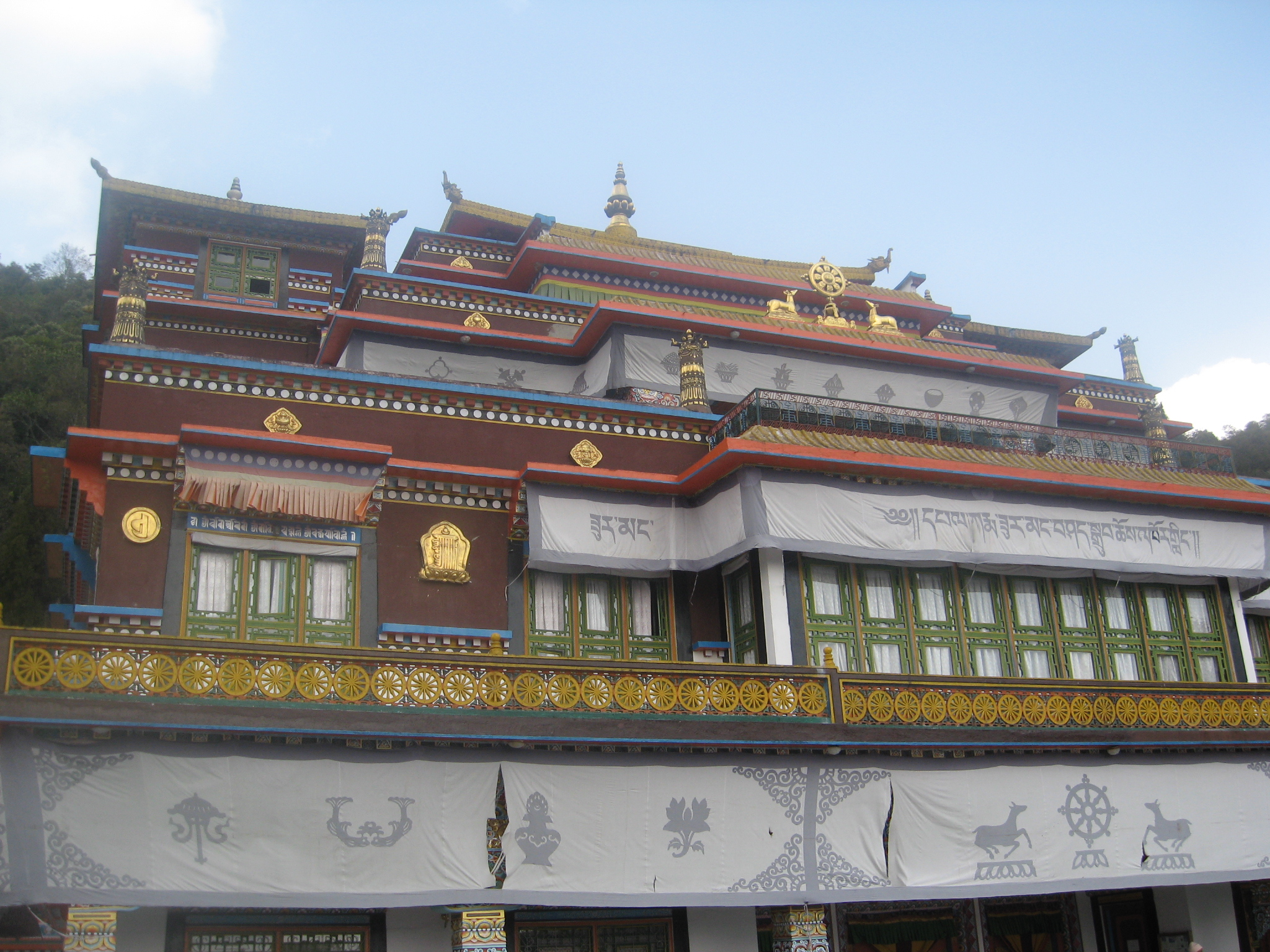